# Kratzmühlsee
Der Kratzmühlsee, auch Pfraundorfer See, ist ein kleiner Badesee in der Marktgemeinde Kinding im oberbayerischen Landkreis Eichstätt. Der See liegt nahe Pfraundorf, zwischen der Staatsstraße 2230 im Westen und der östlich verlaufenden Altmühl. Er ist als Badesee erschlossen, es gibt auch einen Anglerbereich. Auf der anderen Altmühlseite befindet sich der Weiler Kratzmühle mit einem Campingplatz.
Der Kratzmühlsee ist zusammen mit dem Technikmuseum Kratzmühle ein Anlaufpunkt des Altmühltal-Panoramawegs (Etappe 10 Kinding–Beilngries, Nr. 9). Auch der Altmühltalradweg führt dort entlang.